# Eugnesia concurrans
Eugnesia concurrans là một loài bướm đêm trong họ Geometridae.